# Пчелник (Добрицька область)
Пче́лник (болг. Пчелник) — село в Добрицькій області Болгарії. Входить до складу общини Добричка.

## Населення
За даними перепису населення 2011 року у селі проживала 61 особа, з них 60 осіб (98,4%) — болгари.
Розподіл населення за віком у 2011 році:
Динаміка населення: